# Carl Henrik Bergenskjöld
Carl Henrik Bergenskjöld, tidigare Esberg, född 15 augusti 1700 i Stockholm, död 7 mars 1779 i Stockholm, var en svensk ämbetsman.

## Biografi
Carl Henrik Bergenskjöld föddes 1700 i Stockholm. Han var son till biskopen Zacharias Esberg i Växjö stift och Christina Benzelia. Bergenskjöld blev 11 augusti 1708 student vid Uppsala universitet, 8 februari 1720 auskultant i Svea hovrätt och 8 april 1722 extraordinarie notarie i Svea hovrätt. Han blev 1 maj 1724 vice häradshövding och 25 augusti 1727 borgmästare i Sala. Under tiden som borgmästare var han riksdagsman vid riksdagen 1731 och riksdagen 1734.
Bergenskjöld blev 25 oktober 1736 advokatfiskal i Riksbanken, 14 april 1730 bankosekreterare och januari 1747 assessor i Svea hovrätt. Han adlade 22 november 1751 till Bergenskjöld, jämte sin broder Erik Bergenskjöld och introducerades 1752 i Sveriges Riddarhus som nummer 1943. Bergenskjöld blev 11 oktober 1755 hovrättsråd i Svea hovrätt, 8 februari 1774 vice president i Svea hovrätt och utnämndes 25 november 1776 till riddare av Nordstjärneorden. Han tog avsked från tjänsten 14 februari 1777 och avled 1779 i Stockholm.

### Familj
Bergenskjöld gifte sig första gången 1727 med Anna Margareta Hartzell (1711–1734), som var dotter till borgmästaren Erik Hartzell i Sala. De fick tillsammans barnen Christina Sara Bergenskjöld (1728–1791), som var gift med hovauditören Nils Sandwall, och Anna Margareta Bergenskjöld (1733–1781). Han gifte sig andra gången 15 maj 1740 i Sankt Nikolai församling, Stockholm med Anna Margareta Hising (1721–1789), dotter till grosshandlaren och brukspatronen Mikael Hising och Margareta Frodbohm i Stockholm. De fick tillsammans barnen Margareta Charlotta Bergenskjöld (1742–1813) som var gift med översten friherre Carl Taube af Odenkat och kommissionssekreteraren Zakarias Bergenskjöld (1743–1798) i Konstantinopel.